# Leslie Hutchinson
Leslie „Hutch“ Hutchinson (* 7. März 1900 in Gouyave, Grenada; † 19. August 1969 in Hampstead, London) war ein grenadischer Cabaret- und Nachtclubsänger und Jazzpianist, der im London der 1920er bis 1940er Jahre sehr erfolgreich war. Er schrieb selbst keine Songs, sondern interpretierte die anderer Komponisten wie Cole Porter, George Gershwin, Irving Berlin oder Jerome Kern.

## Leben
Seine Eltern waren George und Marianne (geborene Turnbull) Hutchinson. Von seinem Vater, der Kirchenmusiker war, erlernte er schon früh das Klavierspiel. Nach der Schule und einer kurzen Zeit im Staatsdienst kam er am 6. September 1916 in den USA an, wo er am Meharry College in Nashville Medizin studieren sollte. Nach neun Monaten in einem Vorkurs ging er nach New York, wo er als Aufzugsboy und Jazzmusiker arbeitete und in Harlem lebte.
1923/1924 heiratete er in New York Ella Byrd. Mit ihr hatte er 1926 eine Tochter Lesley. Später hatte er noch mindestens sechs weitere Kinder von verschiedenen Frauen.
Von 1924 bis 1927 lebte er in Paris, wo es weniger Konkurrenz unter Musikern gab und der Rassismus nicht so ausgeprägt war. In New York hatte Hutchinson Kontakte zu hochstehenden europäischen Personen geknüpft, die ihm jetzt nützlich waren. Die spanische Königin Ena von Battenberg holte ihn für etwa sechs Monate nach Madrid, um ihren Kindern Musikstunden zu geben und vor dem Hof aufzutreten. In Paris traf Hutchinson Cole Porter, mit dem er Freundschaft schloss und dessen Songs er in sein Repertoire übernahm.
1927 lud ihn der englische Theatermanager C. B. Cochran nach London ein. Er trat dort in West-End-Revues, in Nachtclubs wie dem Café de Paris und auf exklusiven Privatparties auf und wurde bald zu einem bewunderten Star.
Er schloss einen Plattenvertrag mit Parlaphone ab, aus dem mehrere erfolgreiche Hits hervorgingen. Nach etwa 400 Aufnahmen wechselte er 1940 zu HMV. Insgesamt hat Hutchinson wahrscheinlich zwischen 600 und 700 Songs aufgenommen. Gelegentlich trat er mit einem kleinen Orchester unter dem Namen Hutch and His Charm Music auf.
Während des Zweiten Weltkriegs gab er Konzerte in Luftschutzkellern. Danach war seine Art der Musik nicht mehr gefragt. 1953 hatte er ein letztes Comeback mit Auftritten im Restaurant Quaglino’s. 1958 starb seine Frau, 1967 musste er wegen Schulden sein Haus verkaufen.

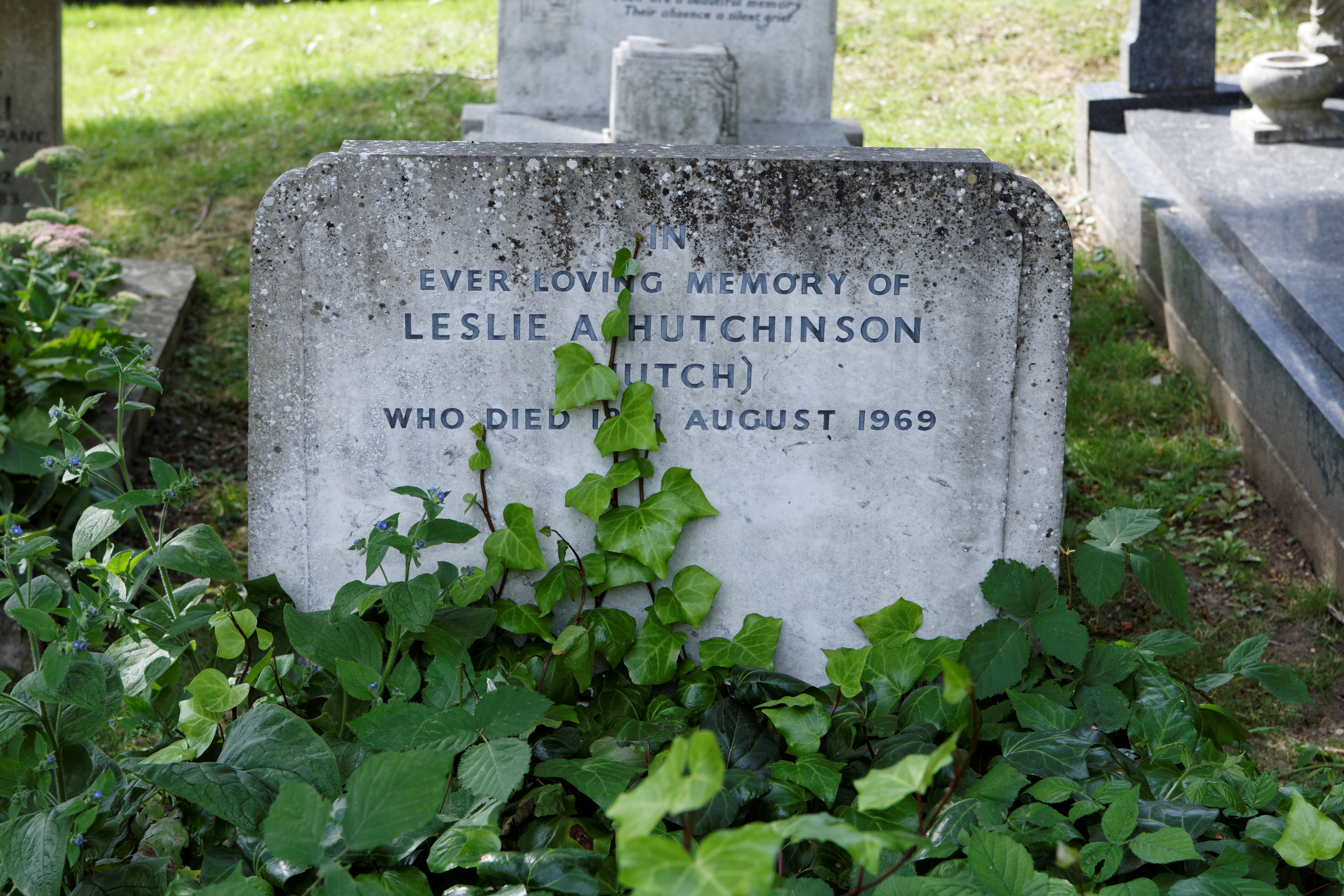
Das Grab von Leslie Hutchinson im Highgate Cemetery.

Er starb am 19. August 1969 an einer Lungenentzündung. Für seine Beerdigung kam Lord Mountbatten auf.
Laut dem Jazzkritiker Will Friedwald war Leslie Hutchinson der erste und zu seiner Zeit einzige schwarze Sänger, dem erlaubt war, romantische und raffinierte Love-Songs zu singen. Erst später folgten ihm Sänger wie Nat Cole, Billy Eckstine und Bobby Short nach.
Wie sein musikalischer Vortragsstil zeichnete sich auch die Kleidung und das Auftreten des 1,88 m großen Hutchinson durch äußerste Eleganz aus. Seine Affäre mit Edwina Mountbatten, der Ehefrau von Louis Mountbatten, war in der höheren Gesellschaft ein offenes Geheimnis und galt als skandalös.

## Von ihm interpretierte Titel (Auswahl)
- High Hat
- Ain’t Misbehavin’
- Let’s Do It
- You’re the Cream in My Coffee
- Night and Day
- Smoke Gets in Your Eyes
- These Foolish Things
- Begin the Beguine